# George Smith (rugby à XV)
Pour les articles homonymes, voir George Smith et Smith.

a Compétitions nationales et continentales officielles uniquement.

b Matchs officiels uniquement.
Dernière mise à jour le 21 juillet 2018.
George Smith, né le 14 juillet 1980 à Manly, est un joueur de rugby à XV australien qui joue en Aviva Premiership (championnat anglais) pour l'equipe des Wasps. Ancien international australien, il occupe le poste de troisième ligne aile, mesure 1,80 m et pèse 103 kg. Il est originaire des îles Tonga.
En 2023, il est introduit au Temple de la renommée World Rugby.

## Biographie
Smith évolue d'abord dans le club de sa ville de naissance, le Manly RUFC dans la banlieue de Sydney. Il joue pour l'équipe d'Australie des moins de 16 ans (1996), des moins de 19 ans (1999) et des moins de 21 ans (2000). Smith effectue une tournée avec l’équipe universitaire d'Australie en 1998 avant de signer pour les Brumbies en Super 12 (1999). 
Il obtient sa première sélection novembre 2000 contre l'équipe de France. En 2003, il participe à sa première coupe du monde, compétition où l'Australie s'incline chez elle en finale face à l'Angleterre. Durant cette compétition, il inscrit deux essais.
Il obtient sa cinquantième sélection en 2005 face à la France. Deux ans plus tard, il participe à une nouvelle édition de la coupe du monde, lors de l'édition disputée en France. Sa sélection s'incline en quart de finale face aux Anglais. Après avoir mis un terme à sa carrière internationale en 2010, il est rappelé en 2013 lors de la tournée des Lions britanniques et irlandais.
George Smith rejoint le Rugby club toulonnais pour la saison 2010/2011.
En novembre 2010, il est invité avec les Barbarians français pour jouer un match contre les Tonga au Stade des Alpes à Grenoble. Ce match est aussi le jubilé de Jean-Baptiste Elissalde. Les Baa-Baas s'inclinent 27 à 28.
Après un court passage à Toulon, il rejoint le Japon chez le club de Suntory Sungoliath, puis joue de nouveau en France, avec le Stade Français, club où il évolue durant la saison 2012-2013.
Il retrouve de nouveau le club japonais des Suntory Sungoliath. Début 2014, George Smith signe un contrat de deux ans au LOU Rugby, il rejoint l'effectif du club rhodanien à partir de la saison 2014-2015. À la suite de la relégation du club en PRO D2, il signe aux Wasps, pour la saison 2015-2016.
À l'issue de la saison 2015-2016, il est nommé dans l'équipe type de Premiership.
Sollicité par le nouveau sélectionneur de l'Angleterre, l'Australien Eddie Jones, il accepte un rôle de consultant auprès de cette équipe sur le jeu au sol,.

## Vie privée
Il est le cousin de Lei Tomiki (Stade Français)[réf. nécessaire].

## Style de jeu
Smith est un joueur polyvalent, il peut jouer aux trois postes de troisième ligne, mais il a également joué deuxième ligne, centre et même demi de mêlée. 

## Palmarès
- Il a été élu meilleur joueur australien trois fois en 2000, 2001 et 2004.
- Il a été vice-champion du monde en 2003.
- Il a été champion du super 14 en 2000, 2001, 2004.
- Finaliste de la coupe du monde 2003
- Vainqueur du Championnat du Japon en 2012, 2013.
- Finaliste du Championnat du Japon en 2014.

### Distinctions personnelles
- Membre de l'équipe type du Championnat d'Angleterre en 2016
- Introduit en 2023 au Temple de la renommée World Rugby[8].

## Statistiques

### En club
- Nombre de capes avec l'État de Nouvelle-Galles du Sud : 75
- 164 matchs de Super Rugby avec les Brumbies et les Reds

### En équipe nationale
George Smith compte un total de 111 rencontres disputées sous le maillot australien, dont 93 en tant que titulaire, pour un bilan de 65 victoires, 44 défaites et deux nuls. Il inscrit 45 points se décomposant en neuf essais. Il fait ses débuts le 5 novembre 2000 au stade de France face à la France et dispute son dernier match le 6 juillet 2013 à Sydney contre les Lions britanniques et irlandais..
Parmi celles-ci, onze sont disputées dans le cadre de la coupe du monde, avec neuf victoires et deux défaites en deux participations. Il joue sept matchs en 2003, face à l'Argentine, la Roumanie, la Namibie, l'Irlande, l'Écosse, la Nouvelle-Zélande et l'Angleterre, inscrivant un essai face aux Roumains et aux Irlandais. Lors de l'édition suivante en 2007, il joue quatre matchs, contre le Japon, le pays de Galles, le Canada et l'Angleterre, inscrivant des essais face aux Japonais et aux Canadiens. Son total de points est de 20, avec quatre essais.
Il participe à neuf éditions du Tri-nations, en 2001, 2002, 2003, 2004, 2005, 2006, 2007, 2008 et 2009. Il joue 41 rencontres pour un bilan de  15 victoires, 25 défaites et un nul. Il inscrit trois essais dans cette compétition .
En Bledisloe Cup, compétition opposant la Nouvelle-Zélande et l'Australie, le bilan est de six victoires pour 17défaites. 